# Michael (sheading)
Pour les articles homonymes, voir Michael.
Ne doit pas être confondu avec le district mannois de Michael et l'île mannoise de Saint-Michael.

Carte des sheadings de l’île de Man.

Michael est un sheading de l’île de Man.

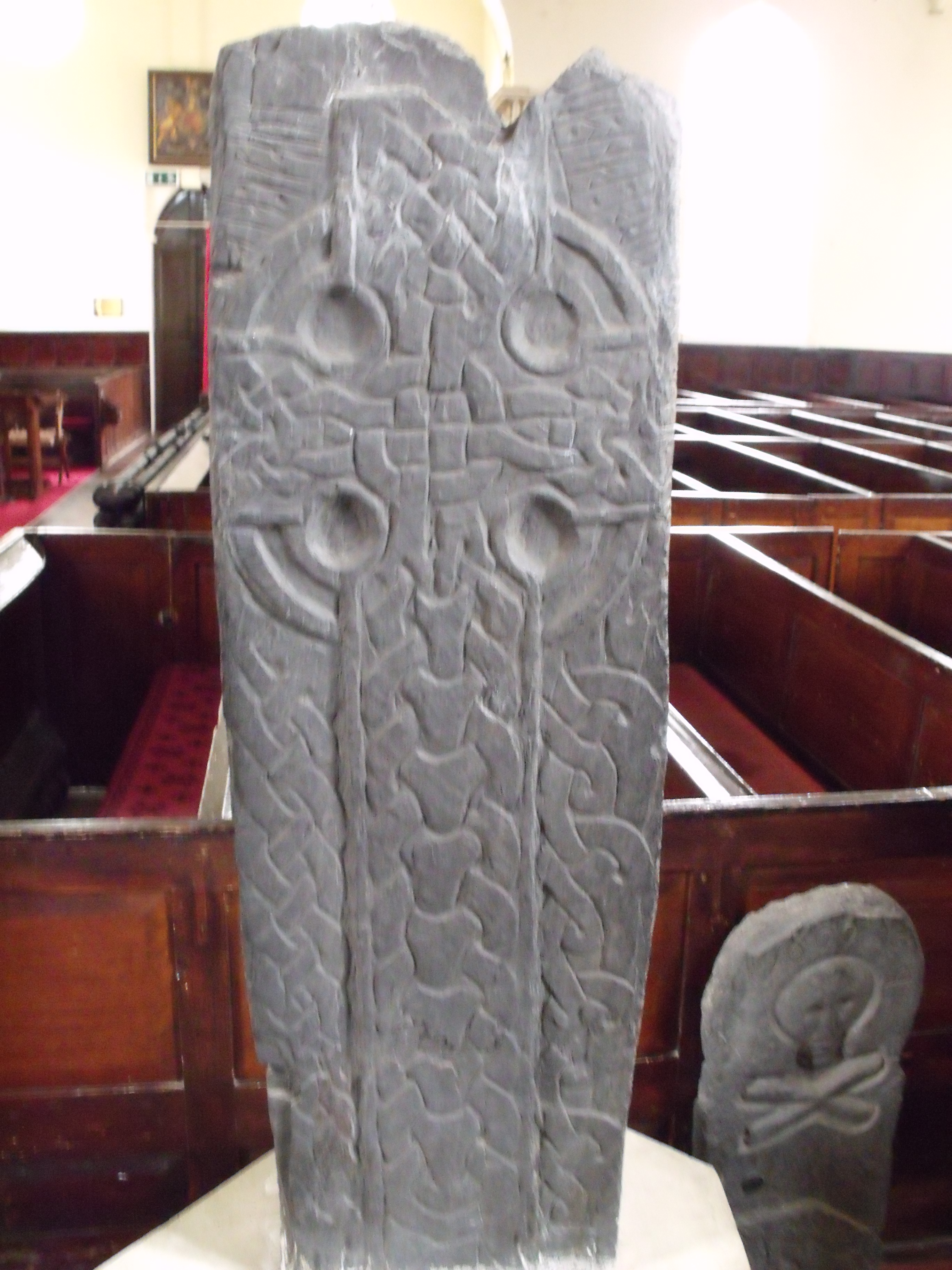
Croix de Gaut

## Paroisses
Le sheading de Michael comprend trois paroisses administratives :
- le village et district de Michael, correspondant aussi à l’ancienne paroisse insulaire de même nom.
- la paroisse insulaire et administrative de Jurby ;
- la paroisse insulaire et administrative de Ballaugh.